# Janetiella genistae
Janetiella genistae är en tvåvingeart som beskrevs av Jean-Jacques Kieffer 1909. Janetiella genistae ingår i släktet Janetiella och familjen gallmyggor.
Artens utbredningsområde är Frankrike. Inga underarter finns listade i Catalogue of Life.